# ان‌جی‌سی ۶۳۰۰
ان‌جی‌سی ۶۳۰۰ (انگلیسی: NGC 6300) نام یک کهکشان مارپیچی میله‌ای است.